# Federica Luisa d'Assia-Darmstadt
Federica Luisa d'Assia-Darmstadt (Prenzlau, 16 ottobre 1751 – Berlino, 25 febbraio 1805) fu una principessa d'Assia-Darmstadt per nascita, e regina di Prussia per matrimonio.

## Biografia

### Infanzia e Giovinezza
Federica Luisa nacque a Prenzlau, dove il padre era di stanza, al servizio della Prussia. La principessa venne considerata molto quieta se non insignificante, dotata di poco talento e riservata.
Ella venne allevata soprattutto dalla madre, nota come la Grande Langravia. Federico II che aveva in grande stima la Langravia ed era stato padrino di Federica, combinò lui stesso il matrimonio tra la Principessa e suo nipote e Principe Ereditario Federico Guglielmo.

### Regina di Prussia
Federica sposò il Principe Ereditario il 14 luglio 1769, nella Cappella del Castello di Charlottenburg, immediatamente dopo il suo divorzio da Elisabetta Cristina Ulrica di Brunswick-Wolfenbüttel, dovuto alle relazioni illegittime della Principessa. Federico Guglielmo soprannominò la sua nuova moglie hessische Lieschen. Tuttavia, al tempo delle nozze, egli era già impegnato in una nota relazione con Wilhelmine von Lichtenau, più tardi divenuta Contessa di Lichtenau.
Il matrimonio tra la poco attraente Federica ed il sensuale Principe Federico Guglielmo, divenuto Re di Prussia nel 1786, non fu felice. Federico Guglielmo intratteneva numerose relazioni extraconiugali e trascorreva la maggior parte del suo tempo con la sua maitresse Wilhelmine von Henke. La Regina, dal canto suo, s'appoggiva ai frequenti consigli della sua saggia madre, che tentò d'influenzare positivamente la figlia, sempre più bizzarra e perennemente incinta. Dopo la morte di Carolina Federico Guglielmo II celebrò per due volte un matrimonio morganatico, rispettivamente con la Contessa von Ingenheim e la Contessa Dönhoff. La Regina, che all'epoca soffriva di difficoltà finanziarie, ne approfittò per negoziare la concessione di mezzi finanziari, quando si trattò di approvare ambedue i matrimoni morganatici contratti dallo sposo.
Dal 1788 Federica trascorse le sue vacanze estive a Freienwalde, determinandone lo sviluppo economico e culturale. Soprattutto dopo la morte del marito, avvenuta nel 1797, ella fece edificare edifici pubblici e palazzi, riservati solo a lei ed alla sua corte.
Nel 1799 David Gilly completò nella città per la Regina un Palazzo d'Estate.
Federica dedicò poco tempo all'educazione dei suoi figli, che crebbero nel Castello Monbijou. Nella vecchiaia ella divenne sempre più strana. Iniziò a trascurare il suo aspetto, affermò di aver visto fantasmi e spiriti, iniziò a dormire di giorno ed a svegliarsi di notte, visto che aveva paura di tali presenze. Nell'opinione pubblica dell'epoca, così come nella storiografia ella non lasciò tracce significative.
Federica morì d'infarto nel Castello di Monbijou, che era divenuta la sua residenza vedovile, e le sue spoglie riposano nel Duomo di Berlino.

## Discendenza
Federica Luisa e Federico Guglielmo ebbero sette figli:
- Federico Guglielmo III di Prussia (Potsdam, 3 agosto 1770 – Berlino, 7 giugno 1840), futuro Re di Prussia;
- Federica Cristina Amalia Guglielmina;
- Luigi;
- Guglielmina (detta Mimi), che andò in sposa a Guglielmo I re del Regno Unito dei Paesi Bassi;
- Augusta, che andò in sposa a Guglielmo II d'Assia-Kassel;
- Enrico;
- Guglielmo.

## Ascendenza
|                                                |                                                    |                                                   | Genitori                                             |  |  | Nonni |  |  | Bisnonni                        |  |  | Trisnonni                  |  |
|                                                |                                                    |                                                   |                                                      |  |  |       |  |  | Ernesto Luigi d'Assia-Darmstadt |  |  | Luigi VI d'Assia-Darmstadt |  |
|                                                |                                                    |                                                   |                                                      |  |  |       |  |  | Ernesto Luigi d'Assia-Darmstadt |  |  | Luigi VI d'Assia-Darmstadt |  |
|                                                |                                                    | Elisabetta Dorotea di Sassonia-Gotha-Altenburg    |                                                      |  |  |       |  |  | Ernesto Luigi d'Assia-Darmstadt |  |  |                            |  |
| Luigi VIII d'Assia-Darmstadt                   |                                                    |                                                   |                                                      |  |  |       |  |  | Ernesto Luigi d'Assia-Darmstadt |  |  |                            |  |
|                                                |                                                    | Dorotea Carlotta di Brandeburgo-Ansbach           | Alberto II di Brandeburgo-Ansbach                    |  |  |       |  |  |                                 |  |  |                            |  |
|                                                |                                                    | Dorotea Carlotta di Brandeburgo-Ansbach           | Alberto II di Brandeburgo-Ansbach                    |  |  |       |  |  |                                 |  |  |                            |  |
|                                                |                                                    | Dorotea Carlotta di Brandeburgo-Ansbach           | Sofia Margherita di Oettingen-Oettingen              |  |  |       |  |  |                                 |  |  |                            |  |
| Luigi IX d'Assia-Darmstadt                     |                                                    | Dorotea Carlotta di Brandeburgo-Ansbach           |                                                      |  |  |       |  |  |                                 |  |  |                            |  |
|                                                |                                                    | Giovanni Reinardo III di Hanau-Lichtenberg        | Giovanni Reinardo II di Hanau-Lichtenberg            |  |  |       |  |  |                                 |  |  |                            |  |
|                                                |                                                    | Giovanni Reinardo III di Hanau-Lichtenberg        | Giovanni Reinardo II di Hanau-Lichtenberg            |  |  |       |  |  |                                 |  |  |                            |  |
|                                                |                                                    | Giovanni Reinardo III di Hanau-Lichtenberg        | Anna Maddalena del Palatinato-Birkenfeld-Bischweiler |  |  |       |  |  |                                 |  |  |                            |  |
| Carlotta di Hanau-Lichtenberg                  |                                                    | Giovanni Reinardo III di Hanau-Lichtenberg        |                                                      |  |  |       |  |  |                                 |  |  |                            |  |
|                                                |                                                    | Dorotea Federica di Brandeburgo-Ansbach           | Giovanni Federico di Brandeburgo-Ansbach             |  |  |       |  |  |                                 |  |  |                            |  |
|                                                |                                                    | Dorotea Federica di Brandeburgo-Ansbach           | Giovanni Federico di Brandeburgo-Ansbach             |  |  |       |  |  |                                 |  |  |                            |  |
|                                                |                                                    | Dorotea Federica di Brandeburgo-Ansbach           | Giovanna Elisabetta di Baden-Durlach                 |  |  |       |  |  |                                 |  |  |                            |  |
| Federica Luisa d'Assia-Darmstadt               |                                                    | Dorotea Federica di Brandeburgo-Ansbach           |                                                      |  |  |       |  |  |                                 |  |  |                            |  |
|                                                | Cristiano II del Palatinato-Zweibrücken-Birkenfeld | Cristiano I del Palatinato-Birkenfeld-Bischweiler |                                                      |  |  |       |  |  |                                 |  |  |                            |  |
|                                                | Cristiano II del Palatinato-Zweibrücken-Birkenfeld | Cristiano I del Palatinato-Birkenfeld-Bischweiler |                                                      |  |  |       |  |  |                                 |  |  |                            |  |
|                                                | Cristiano II del Palatinato-Zweibrücken-Birkenfeld | Maddalena Caterina del Palatinato-Zweibrücken     |                                                      |  |  |       |  |  |                                 |  |  |                            |  |
| Cristiano III del Palatinato-Zweibrücken       | Cristiano II del Palatinato-Zweibrücken-Birkenfeld |                                                   |                                                      |  |  |       |  |  |                                 |  |  |                            |  |
|                                                |                                                    | Caterina Agata di Rappoltstein                    | Giovanni Giacobbe di Rappoltstein                    |  |  |       |  |  |                                 |  |  |                            |  |
|                                                |                                                    | Caterina Agata di Rappoltstein                    | Giovanni Giacobbe di Rappoltstein                    |  |  |       |  |  |                                 |  |  |                            |  |
|                                                |                                                    | Caterina Agata di Rappoltstein                    | Anna Claudia di Salm                                 |  |  |       |  |  |                                 |  |  |                            |  |
| Carolina del Palatinato-Zweibrücken-Birkenfeld |                                                    | Caterina Agata di Rappoltstein                    |                                                      |  |  |       |  |  |                                 |  |  |                            |  |
|                                                |                                                    | Luigi Crato di Nassau-Saarbrücken                 | Gustavo Adolfo di Nassau-Saarbrücken                 |  |  |       |  |  |                                 |  |  |                            |  |
|                                                |                                                    | Luigi Crato di Nassau-Saarbrücken                 | Gustavo Adolfo di Nassau-Saarbrücken                 |  |  |       |  |  |                                 |  |  |                            |  |
|                                                |                                                    | Luigi Crato di Nassau-Saarbrücken                 | Eleonora Clara di Hohenlohe                          |  |  |       |  |  |                                 |  |  |                            |  |
| Carolina di Nassau-Saarbrücken                 |                                                    | Luigi Crato di Nassau-Saarbrücken                 |                                                      |  |  |       |  |  |                                 |  |  |                            |  |
|                                                |                                                    | Filippina Enrichetta di Hohenlohe-Langenburg      | Enrico Federico di Hohenlohe-Langenburg              |  |  |       |  |  |                                 |  |  |                            |  |
|                                                |                                                    | Filippina Enrichetta di Hohenlohe-Langenburg      | Enrico Federico di Hohenlohe-Langenburg              |  |  |       |  |  |                                 |  |  |                            |  |
|                                                |                                                    | Filippina Enrichetta di Hohenlohe-Langenburg      | Giuliana Dorotea di Castell-Remlingen                |  |  |       |  |  |                                 |  |  |                            |  |
|                                                |                                                    | Filippina Enrichetta di Hohenlohe-Langenburg      |                                                      |  |  |       |  |  |                                 |  |  |                            |  |